# Mobilize
Albums de Anti-Flag
Underground Network
(2001) BYO Split Series Vol. 4
(2002)
Mobilize est le quatrième album du groupe punk rock Anti-Flag. Les chansons lives ont été enregistrées au "Mr. Roboto Project", à Wilkinsburg en Pennsylvanie.

## Liste des pistes
| 1.  | 911 for Peace                            | 3:46  |
| 2.  | Mumia's Song                             | 2:26  |
| 3.  | What's The Difference?                   | 2:01  |
| 4.  | We Want to Be Free                       | 1:38  |
| 5.  | N.B.C. (No Blood Thirsty Corporations)   | 2:14  |
| 6.  | Right to Choose                          | 2:59  |
| 7.  | We Don't Need It!                        | 3:19  |
| 8.  | Anatomy of Your Enemy                    | 3:04  |
| 9.  | Underground Network (Live)               | 3:32  |
| 10. | Tearing Everyone Down (Live)             | 2:44  |
| 11. | Bring Out Your Dead (Live)               | 3:02  |
| 12. | A New Kind of Army (Live)                | 3:46  |
| 13. | Their System Doesn't Work for You (Live) | 2:25  |
| 14. | Free Nation (Live)                       | 2:56  |
| 15. | Spaz's House Destruction Party (Live)    | 3:10  |
| 16. | Die for the Government (Live)            | 31:22 |

La première version de cet album était fournie avec un CD bonus présentant des groupes de chez A-F Records entre 1998 et 2002.

## Membres du groupe
- Justin Sane - Guitare, chant
- Chris Head - Guitare, chant
- Chris #2 - Guitare basse, chant
- Pat Thetic - Batterie

Spaz chante sur Spaz's House Destruction Party, il apparait également après Die For Your Government avec le groupe, chantant Coz I Got High et Coz Pat Got High.